# 布克迈松
布克迈松（法語：Bouquemaison，法語發音：[bukmɛzɔ̃]）是法国上法蘭西大區索姆省的一个市镇，属于亚眠区。

## 地理
布克迈松（50°12'41"N, 2°20'14"E）面积7.15 平方千米，位于法国上法蘭西大區索姆省，该省份为法国北部沿海省份，北起加来海峡省和北部省，西接滨海塞纳省和大西洋英吉利海峡，南至瓦兹省，东临埃纳省。
与布克迈松接壤的市镇（或旧市镇、城区）包括：博尼耶尔、康什河畔勒布勒沃、勒苏伊什、杜朗、格鲁什-吕许埃勒、吕舍、讷维莱特。

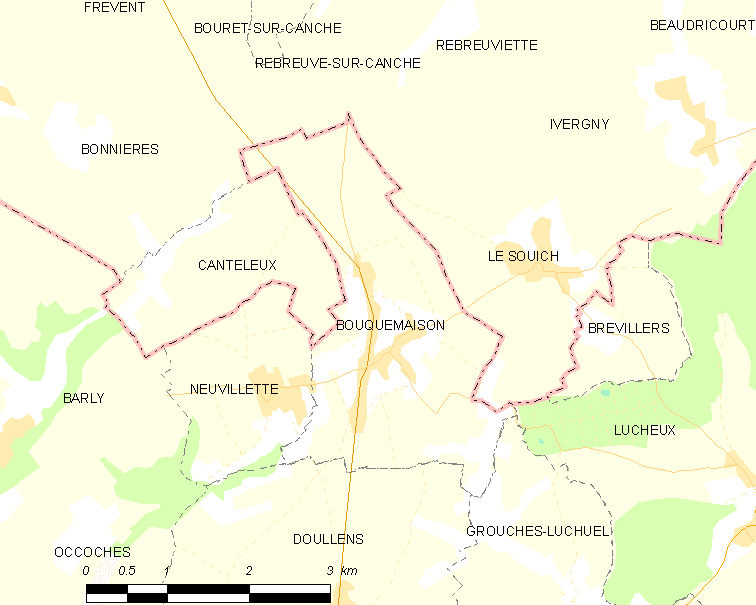
布克迈松的OSM定位图

布克迈松的时区为UTC+01:00、UTC+02:00（夏令时）。

## 行政
布克迈松的邮政编码为80600，INSEE市镇编码为80122。

## 政治
布克迈松所属的省级选区为杜朗县。

## 人口

1962-2008年间布克迈松人口变化图示

布克迈松于2022年1月1日时的人口数量为496人。